# Comayagua (stad)
Comayagua is een stad en gemeente (gemeentecode 0301) in Honduras, 80 kilometer ten noordwesten van de hoofdstad Tegucigalpa langs de weg naar San Pedro Sula. De stad zelf ligt op een hoogte van 500 meter boven zeeniveau en heeft een inwoneraantal van 95.000 mensen (in 2016). De stad Comayagua is de hoofdstad van het departement Comayagua.
Comayagua was voor 1880 de hoofdstad van Honduras. De stad is bekend vanwege de nog goede staat van de Spaanse koloniale architectuur. De kathedraal beschikt over de oudste klokken van het hele Amerikaanse continent.

## Geschiedenis

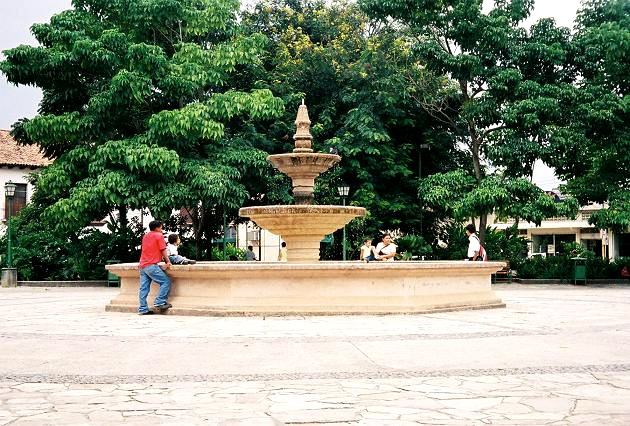
Centraal plein van Comayagua

### Spaanse overheersing
In 1537 kreeg kapitein Alonso de Cáceres opdracht van de gouverneur van Yucatán (Francisco de Montejo) om een prettige verblijfplaats te stichten niet al te ver van León in Nicaragua en gelegen tussen de twee oceanen in. Cáceres ontdekte een vallei die gemaakt leek te zijn voor het stichten van een stad. Er vloeiden verschillende rivieren waarvan er twee ook in het droge seizoen waterrijk bleven, de grond was vruchtbaar en het klimaat niet al te warm. Op 8 december 1537 stichtte Cáceres op die plek Santa María de la Nueva Valladolid, of kortweg Comayagua. Vanwege de strategische ligging, goed beschermd tegen aanvallen van piraten en in een gebied dat makkelijk in cultuur kon worden gebracht, werd vanaf 1540 Comayagua de hoofdstad van Honduras. Deze functie moest de stad echter afwisselen met de kuststad Trujillo. Korte tijd later werd er ook een bisdom gevestigd in Comayagua, de precieze datum waarop dit gebeurde is echter niet bekend. Door de status van hoofdstad en de vestiging van het bisdom werd de stad een aantrekkelijke woonplaats, en de bevolkingsomvang groeide dan ook explosief. In 1632 werd er de eerste universiteit van Centraal-Amerika opgericht.

### Na de onafhankelijkheid
Na de onafhankelijkheid van Honduras was Trujillo geen hoofdstad meer. Toch kreeg Comayagua nog niet het alleenrecht op die status. Het bestuurlijke centrum werd nu afwisselend in Tegucigalpa en Comayagua geplaatst. Comayagua werd door conservatieve politici geprefereerd, terwijl liberalen de voorkeur gaven aan Tegucigalpa. Comayagua verkeerde dus niet meer in rivaliteit met Trujillo, maar wel met Tegucigalpa. In 1880 verloor Comayagua definitief de status van hoofdstad, toen het bestuurlijke centrum voorgoed in Tegucigalpa werd gevestigd.

### Gevangenisbrand
Op 15 februari 2012 kostte een brand in de gevangenis het leven aan meer dan 350 mensen.

## Bevolking
De bevolking is als volgt verdeeld:
| Vrouwen | 81.900 | 52,5% |
| Mannen  | 74.048 | 47,5% |

## Dorpen
De gemeente bestaat uit veertig dorpen (aldea), waarvan de grootste qua inwoneraantal: Comayagua (code 030101) en Palo Pintado (030131).

## Geboren
- Noel Valladares (1977), voetballer